# Lagos de Cabdella

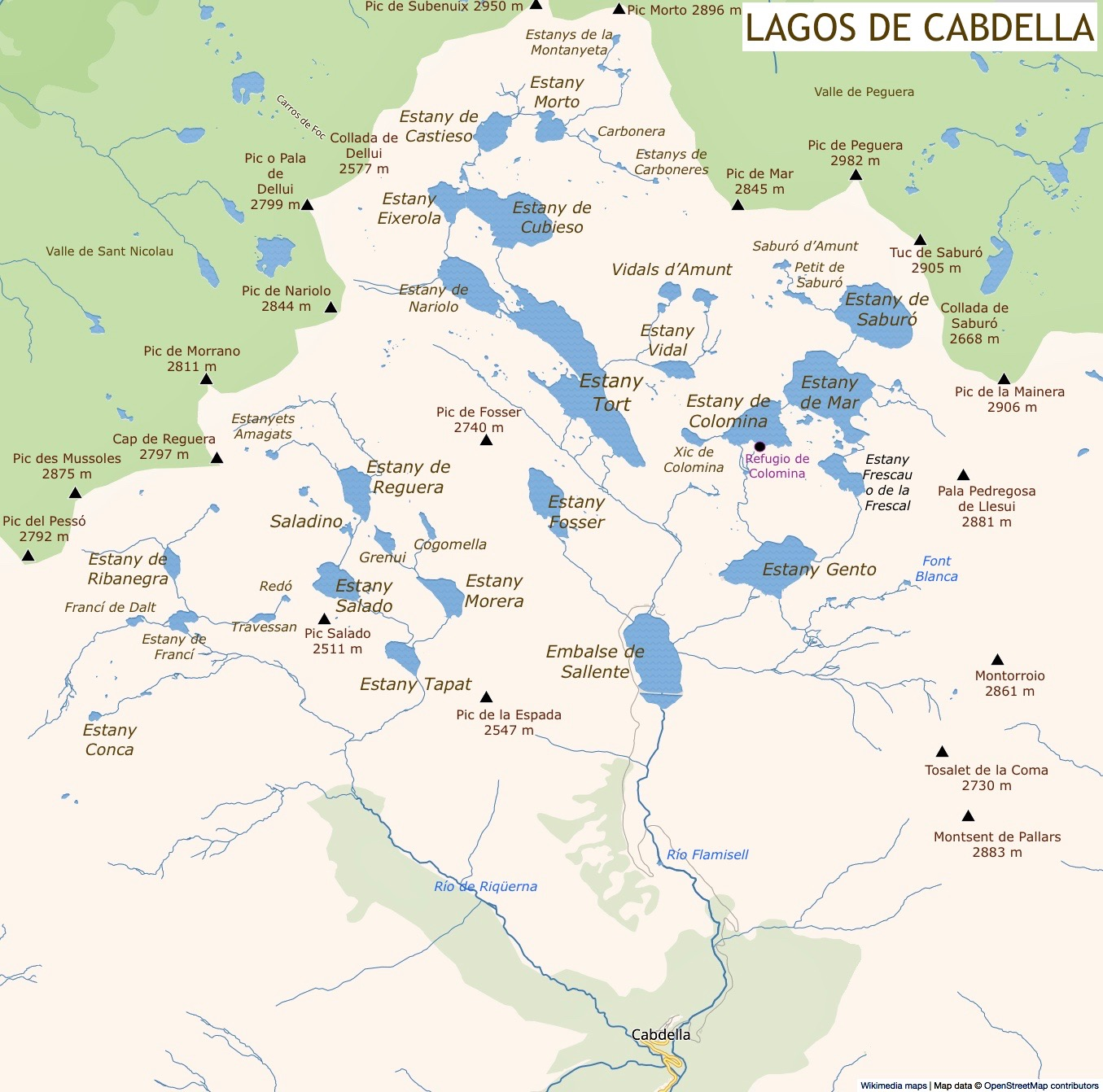
Lagos de Cabdella y cimas de la cuenca alta del río Flamisell

Los lagos de Cabdella (en catalán estanys de Cabdella) son un conjunto de 27 lagos unidos mediante túneles subterráneos en la cabecera del valle Fosca, en el Pirineo de Lérida, en España. Su función es suministrar agua al lago Gento, desde donde se abastecen dos centrales hidroeléctricas, una reversible, la central de Sallente, en el embalse de Sallente, y la otra convencional, la central de Cabdellax, en la población de Cabdella.

## El proyecto
A finales del siglo XIX, el aumento de consumo eléctrico en Cataluña, sobre todo en el área de Barcelona, la excesiva dependencia del carbón y la posibilidad de transportar una energía producida en el propio país desde grandes distancias, llevan al periodista y político Emili Riu (1871-1928), diputado, senador y subsecretario de Hacienda, a idear la construcción de un gran proyecto hidroeléctrico en la Vall Fosca, a 200 km de la ciudad, en la cabecera del río Flamisell.
La Vall Fosca, orientada de norte a sur, está rematada por una serie de cumbres cercanas a los 3000 m de altitud que forman numerosas cubetas glaciares repletas de lagos de pequeño tamaño a más de 2000 m de altitud y cuyas reservas conjuntas bordean los 50 hm³.
Se selecciona un lago donde construir una cámara de aguas para alimentar la central hidroeléctrica y se proyecta la construcción de presas y túneles subterráneos que lleven el agua hasta el embalse de Gento, a 2140 m, también llamado Estany Gento o Estangento.

## La obra
El proyecto lo lleva a cabo la empresa Energía Eléctrica de Cataluña,  creada en 1911 con este fin, con capital de varias empresas francesas y la Sociedad Suiza para la Industria Eléctrica. Ese mismo año se inician las obras de construcción de la carretera entre Puebla de Segur y Cabdella. En 1912 empiezan las obras en el lago Estangento (2140 m), al que unen mediante presas y canalizaciones los cercanos Tort (2300 m), Mar (2443 m) y la Colomina (2420 m), y se pone en marcha con agua del río Flamisell la Central de Capdella de forma provisional para  abastecer las obras. En 1913, se une a la obra La Canadiense (Barcelona Traction Light and Power Co. Ltd), que está construyendo el embalse de Sant Antoni.
Finalmente, se construyen muros en 27 lagos situados entre 2037−2500 m de altitud y las canalizaciones correspondientes para que sus aguas acaben en el Estany Gento. La cuenca tiene 29 km² y está dividida en cinco partes: Rus (con 13 lagos), los lagos de Mar, Colomina y Saburó; Tort; Estangento, y la cuenca de los barrancos.
Las obras se inician en 1911 y participan entre 3000 y 4000 personas, incluyendo la construcción de la carretera desde Puebla de Segur, hasta su inauguración en 1914, cuando empieza la producción eléctrica en la central de Cabdella.
Desde el lago Gento se construye un canal de 5 km que bordea la montaña con un desnivel de apenas 6 m hasta la parte superior de la central. Desde la central de Cabdella se construye otro canal subterráneo de 7 km de longitud para abastecer la central de Molinos, inaugurada en 1919, y desde esta, otra tubería de 2,5 km abastece la central de Montrós.
Más adelante, entre 1981 y 1985 se construirá la central hidroeléctrica reversible de Sallente, junto al embalse de Sallente, que aprovecha el complejo de los lagos de Cabdella y aumenta notablemente la potencia instalada, hasta 415 MW.

## Los lagos
La altitud de los lagos es aproximada, pues varían unos pocos metros según la época del año y los muros de contención hace que estén por encima de su nivel natural.
A mediados de 2015, los lagos de Cabdella embalsaban 30 hm³, el 60% de su capacidad, con una potencia de 108 GW.
- Gento (2132 m) tiene 812 m de largo por 440 m de anchura. Tiene forma trapezoidal, una superficie de 25,8 ha y una capacidad de 3,24 hm³.[3]
- Mar (2427 m)
- Colomina (2411 m)
- Xic de Colomina (2420 m)
- Saburó (2530 m)
- Petit de Saburó (2560 m)
- Saburó d’Amunt (2600 m)
- Tort (2325 m)
- Vidal (2440 m)
- Vidals d’Amunt (2680 m)
- Frescau (2418 m)
- Mariolo (2272 m)
- Cubieso (2340 m)
- Etserola (2340 m)
- Castieso (2340 m)
- Morto (2340 m)
- Carbonera (2420 m)
- Fosser (2122 m)
- Morera (2350 m)
- Grenut (2460 m)
- Cogomella (2460 m)
- Travessan (2360 m)
- Reguera (2430 m)
- Salado (2370 m)
- Francí (2320 m)
- Ribanegra (2360 m)
- Castell (2460 m)